# Alegeri generale în Brazilia, 1994
În octombrie 1994,în Brazilia,au avut loc alegeri generale.
Alegerile prezidențiale au fost câștigate în prima rundă de către fostul ministru de finanțe
Fernando Henrique Cardoso,candidat al Partidul Social Democrat Brazilian,cu 54,27%  voturi.
Acesta era urmat îndeaproape de Luiz Inácio Lula da Silva  ,care făcea parte din Partidul Muncitorilor,cu 27,04% și de Enéas Carneiro,candidat al Partidului Reconstrucției Ordinii Naționale.
Actualul președinte a fost împiedicat să candideze la noile alegeri în ciuda faptului că avea rezultate bune în sondaje.
În alegerile legislative,513 de deputați federali au fost aleși de Camera Deputaților: Partidul Democrat brazilian al Mișcării a câștigat 107 locuri,urmat de Frontul Partidului Liberal(89 locuri)și Partidul Social Democrat brazilian(62 locuri).